# Pokrewieństwo (antropologia)
Pokrewieństwo – w perspektywie antropologicznej – więź społeczna, determinująca stosunki między co najmniej dwoma jednostkami, oparta na pochodzeniu lub małżeństwie. Obok gospodarki, polityki i religii pokrewieństwo zalicza się  do podstawowych instytucji kształtujących życie społeczne, m.in. ustala porządek prawny w danej grupie. Osoby będące klasyfikowane jako krewni posiadają, względem innych, określone prawa oraz obowiązki. Pewne z nich, takie jak na przykład prawo do  dziedziczenia, zostały skodyfikowane. Jednostki połączone więzią pokrewieństwa są nazywane krewnymi tworzącymi grupy krewniacze.
Pokrewieństwo jest uznawane za powszechnik kulturowy, ale jego rola nie jest jednakowa w różnych społeczeństwach. W niektórych społecznościach, np. pozaeuropejskich  jest ono postrzegane jako bazowa instytucja społeczną, stanowiąca  gwarancję stabilności politycznej. W takich przypadkach małżeństwo traktowane jest jako rodzaj aliansu zawieranego nie pomiędzy samostanowiącymi jednostkami, lecz całymi grupami. W innych przypadkach, szczególnie społeczeństw euroazjatyckich, stanowi część złożonej struktury.

## Historia pojęcia

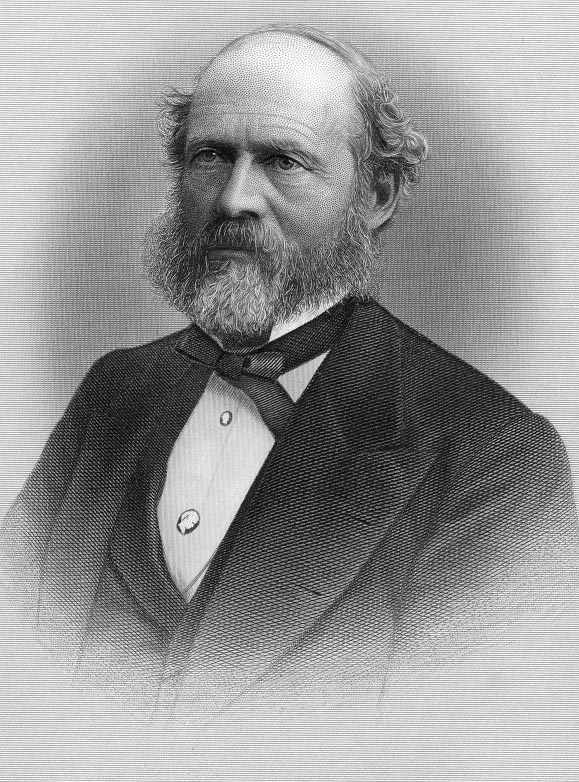
Lewis Henry Morgan, amerykański antropolog kulturowy, jeden z czołowych badaczy pokrewieństwa

Pierwszym badaczem, który, już w 1728 roku, zajął się problemem różnorodności pokrewieństwa u różnych narodów był Joseph Lafitau. Przełomowym okazał się jednak rok 1871, w którym to Lewis Henry Morgan opublikował pracę pt.: Systemy związków  krwi i powinowactwa w rodzinie ludzkiej. Morgan zajmował się zbieraniem danych na temat terminologii pokrewieństwa społeczeństw z całego świata. Jako jeden z niewielu badaczy XIX wieku prowadził badania terenowe. Na podstawie porównań zauważył, że podobieństwa systemów terminologicznych występują u ludów zamieszkujących bardzo odległe terytoria. Miało to ukazać, że systemy te nie są zależne od języka. Zdaniem Morgana terminologia pozwala badaczom spojrzeć na to, jak dawniej wyglądały organizacje społeczne, ponieważ zmienia się wolniej niż owe organizacje.
Pod koniec XIX wieku, Émile Durkheim nie zgodził się z podporządkowaniem społecznego aspektu pokrewieństwa biologicznemu. Za jeden z argumentów posłużyły mu rytuały inicjacyjne i ich znaczenie w osiągnięciu przez jednostkę statusu pełnowartościowego członka grupy. Nie wystarczy urodzić się w niej aby posiąść pełnię praw i obowiązków. W bezsprzeczny sposób oddzielił pokrewieństwo od pojęcia związków krwi wyrażanych genealogicznie.
Wśród   brytyjskich badaczy z nurtu funkcjonalizmu bardzo popularna była teza Alfreda Radcliffe-Browna mówiąca, że do każdego terminu pokrewieństwa przypisany jest jeden zespół praw i obowiązków. Podobnie uważał także francuski etnograf Claude Lévi-Strauss.   Dodał on, że interakcje między krewnymi prowadzą do uaktualniania się terminologii. W 1949 roku ukazała się jego praca Les structures élémentaires de la parenté (Struktury elementarne pokrewieństwa), w której między innymi definiuje relacje zachodzące między wszystkimi systemami pokrewieństwa ludzkiego. Lévi-Strauss skupia się głównie na przykładzie zjawiska wymiany żon (tzw. teoria aliansowa), które to pokazuje łączenie dwóch różnych grup pochodzeniowych zawierających swojego rodzaju kontrakt. Może mieć on charakter dwustronny (wymiana bezpośrednia) lub charakter jednostronny (wymiana pośrednia). Grupy te oddając sobie wzajemnie kobiety dokonują symbolicznej wymiany darów, która ma wprowadzać harmonię i łączyć je w swoistą całość. Francuski etnolog bazuje tu na teorii wymiany małżeńskiej, która już wcześniej zajmowała badaczy.
W 1984 roku amerykański etnolog David M. Schneider zanegował całe dotychczasowe studia nad pokrewieństwem. Uważał, że problem należy ujmować w sposób relatywistyczny. Tym samym Badacz ten odbierał zjawisku pokrewieństwa walory powszechnika kulturowego. Schneider zwrócił także  uwagę na kontrast między społeczeństwami, w których rola więzi biologicznych jest silnie akcentowana a takimi, w których  nie mają one takiego znaczenia.

## Polska etnologia a teorie pokrewieństwa
Wśród polskich etnografów nie było dużego zainteresowania badaniami pokrewieństwa. Dziełem, które poprzedzało nawet prace Morgana było studium terminów występujących u Słowian napisane przez filologa z Uniwersytetu Warszawskiego Piotra Aleksiejewicza Ławrowskiego, pt.: Коренное значение в названиях родства у славян. Praca ta nie miała jednak większego znaczenia dla późniejszych pokoleń, ponieważ była jedynie kompendium nazewnictwa. Ściśle związane z terminem pokrewieństwa pojęcie rodziny również nie budzi większego zainteresowania w polskiej antropologii. Natomiast duże znaczenie odgrywa w socjologii, psychologii i pedagogice.

## Kody pokrewieństwa

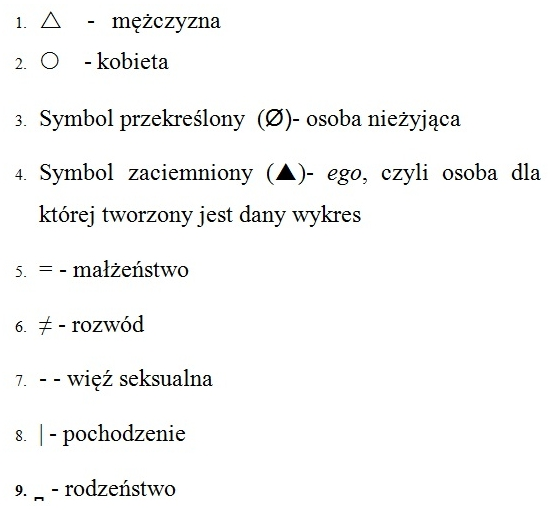
Podstawowe kody pokrewieństwa używane do tworzenia schematów pokrewieństwa

Dla pełniejszego uchwycenia stosunków pokrewieństwa utworzono kody oznaczające członków danej grupy krewniaczej i istniejące między nimi zależności. Powstanie tych kodów wiąże się z metodą genealogiczną. Według tej koncepcji relacje krewniacze są tożsame z genealogicznymi. Stosowanie jej ma na celu ukazanie relacji między jednostką tzw. ego, a jego krewnymi.

## Klasyfikacje systemów pokrewieństwa

Systemy pokrewieństwa — hawajski, sudański, eskimoski, irokeski, crow i omaha

Istnieją dwa główne podziały przekazywania członkostwa w grupie krewniaczej: unilinearny i bilateralny.
W systemie  bilateralnym,  zasoby przekazuje się zarówno ze strony ojca, jak i ze strony matki. Liczba krewnych podwaja się o każde pokolenie wstecz, więc w tego typu społeczeństwach genealogie są płytkie. Jednostka najczęściej nie jest w stanie wymienić swoich krewnych dalej, niż trzy pokolenia wstecz. Zespół osób tworzących grupę o charakterze bilateralnym nazywa się zwykle rodziną. Skład jej jest najczęściej subiektywny zależny od tego czy jednostka dobiera do niej osoby na zasadzie identyfikacji genealogicznej, pokrewieństwa fikcyjnego, czy też powinowactwa. Wybory te zależne są od czynników zewnętrznych takich jak bliskość przestrzenna, emocjonalna, zależności ekonomiczne. Ten rodzaj pokrewieństwa stanowi ⅓ systemów  pokrewieństwa.  Dotyczy głównie społeczeństw euroazjatyckich.

### Podział pokrewieństwa unilinearnego
1. Patrylinearne. Przekazanie członkostwa i zasobów odbywa się unilinearnie poprzez lineaż ojca. Wszyscy dziedziczą prawa i obowiązki, ale tylko synowie mogą przekazać je swojemu potomstwu. W grupie tej kobiety chociaż rodzą się w danej linii to nie mogą przekazać przynależności do grupy swoim dzieciom. Natomiast o tym czy kobieta po ślubie zachowa prawa obowiązki po swoich przodkach (jak lud Thallensi Ghana) czy też po lineażu męża (pd Chiny) zależy od społeczności w jakiej się wychowała. Małżeństwa w takich grupach są bardzo często wymianą kobiet. O powodzeniu grupy decyduje więc ile kobiet na wydaniu posiada. Grupa za oddanie kobiety swojego lineażu pozyskuje środki na zdobycie żony dla jednego z jej członków.
2. Matrylinearne. Przekazanie członkostwa i zasobów odbywa się unilinearnie poprzez lineaż matki. W tym przypadku tylko kobiety mogą przekazywać przynależności swoim dzieciom. Przykładem takiej grupy są Nawahowie. W części tych społeczeństw władza skupia się w rękach kobiet, są jednak też takie gdzie rządzą mężczyźni, a ich władza zostaje przekazana synom ich sióstr. Matrylinearność odznacza się tym, że to mężczyzna opuszcza miejsce skąd pochodzi i zamieszkuje z żoną, lub, w nielicznych przypadkach ze swoją siostrą. W takiej sytuacji jedynie odwiedza żonę.  Chociaż w przypadku społeczeństw patrylinearnych były one bardzo często równoznaczne z patriarchatem, w przypadku społeczeństw matrylinearnych są one wyjątkowo rzadko tożsame z matriarchatem.

Lineażem nazywamy grupę ludzi, którzy uznają swoje pochodzenie od wspólnego przodka (czy to w linii męskiej, czy żeńskiej). Bardzo podobnym terminem związanym z pokrewieństwem jest ród, ale w jego obrębie jednostki nie znają wszystkich powiązań genealogicznych między sobą.

### Rodzaje pokrewieństwa, realizujące jednocześnie patry- i matrylinearne reguły pochodzenia
- Pokrewieństwo podwójne – niektóre zasoby są przekazywane przez lineaż ojca, inne przez lineaż matki, ale oba lineaże są oddzielone od siebie.
- Pokrewieństwo równoległe – rzadka odmiana kiedy mężczyźni dziedziczą po ojcu, a kobiety po matce.
- Pokrewieństwo krzyżowe, alternatywne – rzadka odmiana pokrewieństwa, wedle zasad której to kobiety dziedziczą po ojcu, natomiast mężczyźni po matce.

### Inne przykłady systemów pokrewieństwa
- System hawajski odznacza się określaniem terminem matka wszystkich kobiet z pokolenia rodziców, natomiast terminem ojciec wszystkich mężczyzn z tego pokolenia. Swoje kuzynostwo ego nazywa odpowiednio braćmi i siostrami.  Grupy takie istnieją na Hawajach oraz Polinezji i Melanezji[9].
- System irokeski odznacza się określaniem sióstr matki jako matka, ale dla sióstr ojca zarezerwowane są już inne terminy. Podobnie bracia ojca określani są jako ojciec, natomiast bracia matki już nie[10].
- System eskimoski kładzie nacisk na rodzinę nuklearną ego, czyli na rodziców i rodzeństwo. W terminologii rodzeństwo rodziców różnicuje ich jedynie płeć. Natomiast kuzynostwo określane jest jednym i tym samym terminem[11]

## Przekształcenia systemów pokrewieństwa
Proces ten widoczny jest szczególnie na przykładzie pokrewieństwa bilateralnego, w którym to jednostka wybiera ważnych dla siebie krewnych. Podobnie jak inne instytucje społeczne i system pokrewieństwa ulega ciągłym zmianom. Niektóre terminy stają się archaicznymi inne zostają uproszczone. Nazewnictwo z czasem staje się coraz prostsze. Jest to związane ściśle ze zmianami społecznymi. Zdaniem  Sławoja Szynkiewicza może to się wiązać z obniżeniem znaczenia instytucji pokrewieństwa. Jednocześnie nie zgadza się z ewolucyjną wizją przejścia od pokrewieństwa patrylinearnego, przez matrylinearne, do bilateralnego. Uważa on, że zmiany te nie przebiegają w jednym kierunku i są zależne od danej społeczności. Zmiany następują dopiero wtedy, gdy system, do którego dana grupa się adaptowała, okazuje się niekorzystny. Czynniki, które determinują wybór systemów pokrewieństwa to środowisko przyrodnicze, sposób gospodarowania, charakter własności, kryteria jej dziedziczenia. W społeczeństwach, gdzie mniejsze znaczenie ma pokrewieństwo, rolę tę przejmuje gospodarka czy polityka.